# Lena Häcki-Groß
Lena Häcki, född 1 juli 1995, är en schweizisk skidskytt som debuterade i världscupen i december 2014. Hennes första pallplats i världscupen kom när hon ingick i det schweiziska lag som blev tvåa i mixstafett den 2 december 2018 i Pokljuka i Slovenien.
Häcki deltog vid olympiska vinterspelen 2018.
Hennes bästa placering är en seger vid 12,5 KM kortdistans 2024 italienska Antholz.
Hon har gjord sig känd bland annat för sin kraftfulla stil och framfart för den breda publiken.